# Дунтау, Александр Михайлович
Александр Михайлович Дунтау (21 июля 1946, Киев — 8 января 2010) — украинский государственный деятель, депутат Верховной Рады Украины I созыва (1990—1994).

## Биография
Родился 21 июля 1934 года в Киеве в семье военнослужащего.
В 1962—1963 годах — рабочий Измаильского консервного комбината.
В 1963—1965 годах — слесарь судоремонтных заводов в городах Измаиле и Одессе.
В 1965—1966 годах — моторист Советского Дунайского пароходства города Измаил.
В 1966—1968 годах проходил службу в рядах Советской Армии.
В 1969 году окончил Одесское мореходное училище.
В 1969—1972 годах — матрос-моторист Советского Дунайского пароходства.
В 1978 году окончил Одесский институт инженеров морского флота по специальности инженер-экономист.
В 1978—1984 годах — инженер-экономист, групповой инженер-диспетчер судов Советского Дунайского пароходства.
В 1984—1985 годах был слушателем Одесского высшего инженерно-морского училища.
В 1985—1988 годах — заместитель начальника контрольно-ревизионного отдела города Измаил.
С 1988 года — председатель комитета народного контроля Советского Дунайского пароходства.
Член КПСС в 1971—1991 годах. Член парткома Советского Дунайского пароходства.
В 1990 году был выдвинут кандидатом в Народные депутаты Украины трудовыми коллективами Измаильского торгового порта, Советского Дунайского пароходства, пленумом Измаильского МК ЛКСМУ.
18 марта 1990 года был избран депутатом Верховной Рады Украины I созыва от Измаильского избирательного округа № 304 (Одесская область). Председатель подкомиссии по внешне-экономическим связям, Комиссии Верховной Рады Украины по иностранным делам
С сентября 1993 по июня 1995 года — заместитель председателя Агентства международного сотрудничества и инвестиций.
В 1994 году баллотировался в Верховную Раду Украины от Измаильского избирательного округа № 305 (Одесская область), но проиграл, заняв 7-е место среди 17-ти претендентов.
Умер 8 января 2010 года.